# Hypocephalini
Hypocephalini es una tribu de coleópteros polífagos crisomeloideos de la familia Cerambycidae.
Comprende un solo género: Hypocephalus con las siguientes especies:
- Hypocephalus aprugnus
- Hypocephalus armatus	Desmarest 1832
- Hypocephalus longipennis	Hopo
- Hypocephalus pusillus